# Боровно (озеро, Тверская область)
Боровно — озеро на юго-западе Тверской области, расположенное на территории Жарковского района. Принадлежит бассейну Западной Двины.
Расположено в 14 километрах (по прямой) к северу от посёлка Жарковский. Длина озера 0,98 км, ширина до 0,31 км. Площадь водной поверхности — 0,2 км². Протяжённость береговой линии — 1,9 км.
Через озеро протекает река Туросна, приток Велесы. Окружено лесами. Населённых пунктов на берегу озера нет.